# Discocalyx luzoniensis
Discocalyx luzoniensis är en viveväxtart som beskrevs av Elmer Drew Merrill. Discocalyx luzoniensis ingår i släktet Discocalyx och familjen viveväxter. Inga underarter finns listade i Catalogue of Life.